# Música d'Ucraïna
La música ucraïnesa abasta elements diversos i múltiples components que es troben a la civilització musical occidental i oriental. També té una singularitat eslava i cristiana molt forta amb elements que es van utilitzar a moltes nacions veïnes.
Ucraïna també és un centre musical poc conegut de l'antic Imperi Rus, on hi va haver la primera acadèmia de música professional, que va obrir a mitjans del segle xviii i va donar lloc a nombrosos músics i compositors primerencs.
La Ucraïna moderna es troba al nord del Mar Negre, antigament la Unió Soviètica. Alguns dels grups ètnics que viuen a Ucraïna tenen les seves pròpies tradicions musicals úniques i alguns han desenvolupat tradicions musicals específiques en associació amb el lloc on viuen.

## Música ètnica ucraïnesa tradicional

### Música ètnica ucraïnesa tradicional, en general
Ucraïna es va trobar a la cruïlla d'Àsia i Europa i això es reflecteix a la música en una barreja curiosa de cant melismàtic exòtic amb acords que no sempre s'ajusten a les regles de l'harmonia tradicional d'Europa occidental. La característica general més sorprenent de la música folk ucraïnesa és l'ampli ús de modes o tecles menors que incorporen intervals de segona augmentats. Això indica que el sistema major-menor desenvolupat a la música d'Europa occidental no es va consolidar tant a Ucraïna.
Pel que fa a rítmica, la música rarament utilitza temps complexos, però es troben compassos compostos i la música pot ser extremadament complexa harmònicament.
L'harmonia a tres i fins i tot a quatre parts s'havia desenvolupat i es va donava a les zones estepàries centrals d'Ucraïna, però no era d'ús popular a les regions de muntanya a finals del segle xix.
- Les cançons rituals mostren la major tendència a la conservació. Sovint són en estil recitatiu, essencialment monòdic, basat en notes en el rang d'una tercera o una quarta. Un exemple d'aquest estil és el tema de la Shchedrivka "Shchedryk" conegut a Occident com "Carol of the Bells".
- Un gran conjunt de melodies rituals ucraïneses es mouen dins d'una quarta perfecta amb el to central principal com a nota més baixa. Moltes de les melodies rituals de Pasqua conegudes com a Hayivky es troben en aquesta categoria. El sistema de tetracords també la trobem a les cançons de noces i de collita. Les danses populars sovint tenen melodies basades en dos tetracords fusionats.
- L'escala pentatònica en forma anhemitònica és comuna a les cançons de primavera conegudes com a Vesnianky.
- Gran part de les melodies de cançons populars ucraïneses es basen en escales idèntiques a les modalitats medievals, però difereixen en l'estructura melòdica. Els modes mixolidi i dòric s'utilitzen més que els modes jònic i eòlic. Aquesta és una característica de la Koliadky paralitúrgica tradicional.
- Es troba l'interval de segona augmentada, així com l'elevació del quart i setè grau de l'escala. S'empra sovint per a l'expressió melòdica. Aquesta forma melòdica produeix un efecte que es descriu com afegit de tensió o tristesa greu en algunes cançons ucranianes. Aquest fenomen no es troba a les cançons populars russes i es creu que fou introduït o desenvolupat al segle xvii.

### Música vocal i intèrprets d'ètnia ucraïnesa tradicional
L'estil de cant de cançons populars ucraïneses es pot dividir en diverses categories estètiques àmplies.
1. Cant solista: principalment cançons rituals que inclouen holosinnya, cantades a les vetlles.
2. Cant solista amb acompanyament instrumental de cantants itinerants professionals coneguts com kobzari o lirnyky. La forma més elevada de desenvolupament d'aquest estil de cant es pot veure en les èpiques populars històriques líriques conegudes com a dumy cantada amb l'acompanyament de la bandura, kobza o lira (lirnyk). Els Dumy es cantaven principalment en el mode dòric.
3. El tercer és un tipus arcaic d'estil vocal modal "a capella" en el qual una frase cantada per un solista és contestada per una frase coral polifònica vertical a 2 o 3 veus/heterofonia/harmonia. La flexió vocal aquí és de caràcter bastant medieval, es noten algunes peculiaritats clarament ucraïneses, com ara quintes i octaves paral·leles i diversos tipus de cadències plagals. Aquest tipus de cançó, antigament dominant, després de 1650 ha cedit la seva hegemonia als nous tipus tonals, però encara es pot trobar en pobles aïllats. Aquest estil és evident en el "Kolyadka" i "Shchedryk".
4. La resta d'estils vocals estan marcats per les influències de la música europea, per la música paralitúrgica de Danylo Tuptalo i el seu cercle a principis del segle xviii, i més tard per la música clàssica i la cultura urbana.
La música vocal ucraïnesa presenta una gran varietat de formes: monòdica, heterofònica, homofònica, harmònica i polifònica.
Un dels defensors més actius de la música vocal ucraïnesa és Nina Matviyenko, i també grups recents dedicats a la preservació de la polifonia tradicional com "Bozhychi", "Hurtopravci", "Volodar", "Korali" i "Drevo".

### Música i intèrprets folklòrics instrumentals d'ètnia tradicional ucraïnesa

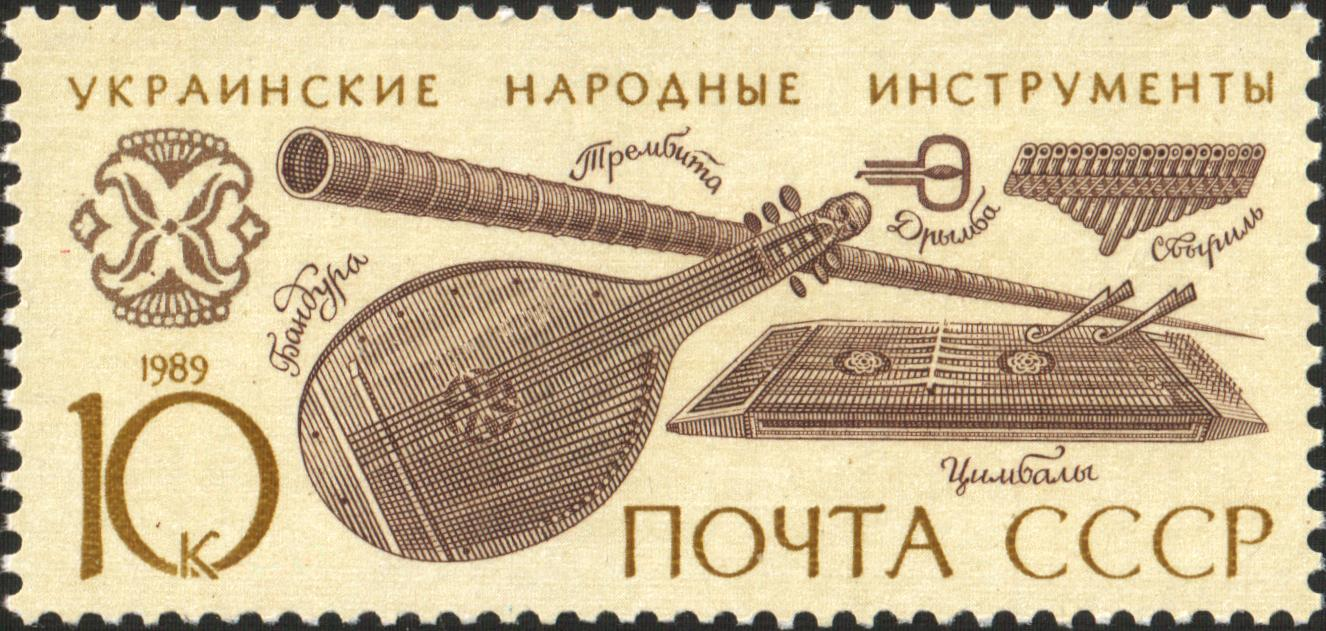
Segell postal soviètic que representa instruments musicals tradicionals d'Ucraïna

Els instruments tradicionals comuns inclouen: kobza (un tipus de llaüt), bandura, torban (llaüt baix), violí, basolya (un tipus de violoncel de 3 cordes), relia o lira (tipus de viola de roda), tsymbaly (címbal hongarès); sopilka (flauta de conducte), floyara (flauta oberta i de punta), trembita (alpenhorn), pifre, volynka (tipus de gaita); pandereta (buben, un tambor de marc), tulumbas (timbal), resheto (tamborí) i guimbarda / varhan (drymba). Els conjunts instrumentals tradicionals es coneixen com troïstï muzyki (literalment "tres músics" que solen formar el conjunt, per exemple, violí, sopilka i pandereta). Quan s'interpreten melodies de ball, se sol incloure la improvisació.
Els balls tradicionals d'Ucraïna inclouen: Kozak, Kozachok, Tropak, Hopak, Hrechanyky, Kolomyjka i Hutsulka, Metelytsia, Shumka, Arkan, Kateryna (Kadryl) i Chabarashka. Les danses originàries de fora de la regió ètnica ucraïnesa però que també són populars inclouen: polka, mazurka, krakowiak, csárdás, vals, kamarinskaya i barynya. La música instrumental i de ball ucraïnesa també ha influït en la música jueva (Hava Nagulla - Let's rejoyce) i gitana i gran part d'ella es va incloure en el repertori dels músics ambulants de klezmer.
A principis del segle xx, Pavlo Humeniuk, de Filadèlfia, es va fer famós a Amèrica del Nord per la seva música de violí.

### Música folklòrica vocal-instrumental tradicional i intèrprets

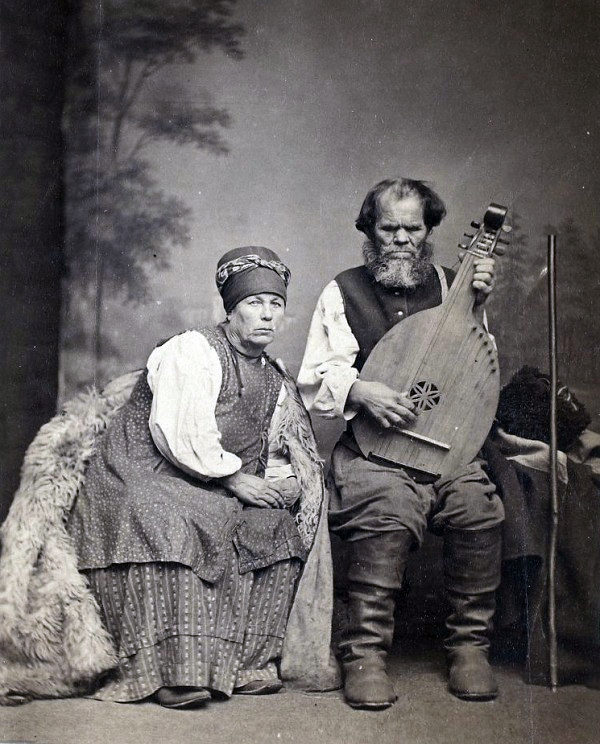
Ostap Veresai acompanyat de la seva dona Kulyna, fou el kobzar ucraïnès més famós del

Tot i que bona part de la música de ball instrumental a Ucraïna es pot cantar, existeix un grup de músics folklòrics professionals que canten amb el seu propi acompanyament. Aquests músics ambulants s'anomenaven genèricament kobzari (kobzar – singular), i acompanyaven el seu cant amb el kobza, la bandura, o una lira. Tot i que els seus orígens es remunten a l'antiguitat, el seu repertori i costums es remunten directament al segle XVII en què representen el període dels conflictes entre els cosacs i diversos opressors estrangers. Hi va haver molts cantants cecs que es van convertir en un estereotip a la memòria cultural.
Kobzari
Els kobzari es van organitzar en estructures professionals regionals semblants a un gremi, conegudes com a "Gremi Kobzar".
Durant l'era soviètica gairebé tots els kobzari tradicionals van ser assassinats, la majoria van morir durant les "purgues" de Stalin durant la dècada de 1930. Fins i tot els instruments, el kobza i la bandura, van ser prohibits i confiscats. Una pràctica de l'etnocidi ucraïnès que va continuar després de la caiguda de l'Imperi Rus.
Sota la inspiració del famós bandurista tradicional Heorhiy Tkachenko, Mykola Budnyk va restablir el 1991 a Kíev un gremi de Kobzar per reviure i fomentar les antigues tradicions kobzar. El gremi reuneix molts cantants-músics a Ucraïna i la diàspora ucraïnesa. Molts dels seus membres no tenen formació reglada al conservatori.
Les cançons i la música més destacables
- Marxa dels cosacs

### Música instrumental ritual
Encara que no es defineix amb precisió com a música, hi ha senyals tocats amb la trembita (un tipus de corn alpí, per significar la mort, el naixement, un matrimoni o un altre esdeveniment significatiu) pels hutsuls a les muntanyes dels Carpats.

### Música pseudo-folklòrica
Amb l'establiment del règim soviètic a Ucraïna es va instituir una política basada en l'ateisme estatal que va anar creixent gradualment fins a una intolerància a la religió organitzada. La música religiosa no va ser recolzada pel règim i amb el temps va ser purgada de la interpretació. Molts aspectes de la música clàssica també van ser qualificats de burgesos i decadents.
A la dècada de 1920 es va iniciar un moviment de "cançons proletàries", la música dels treballadors. Amb el temps es va notar que aquesta música només servia a les classes treballadores de les ciutats i no tenia en compte el gran percentatge de pagesos ucraïnesos que vivien als pobles. Com a conseqüència, les cançons del poble també es definien com de la classe obrera. Com a resultat d'aquesta reclassificació, el govern soviètic va començar a donar suport a aquesta forma de música. Així, van sorgir diversos conjunts "fakelòrics". Després de la Segona Guerra Mundial es van continuar oferint grans recursos per donar suport a aquest estil de música per tal de desplaçar l'embat de la cultura de masses d'Occident.
Es van crear nombrosos cors populars com el Cor Popular Veriovka dirigit per Hryhoriy Veriovka. Pavlo Virsky va crear un grup de dansa basat en una mescla sintètica de dansa etnogràfica i ballet. Particularment populars van ser les nombroses Capellas Banduristes. Aquestes formes particulars de pseudo-folk que combinen materials etnogràfics en un entorn artístic també s'han fet populars a la diàspora ucraïnesa a Amèrica del Nord.

### Música tradicional i bandura
A Amèrica del Nord el pseudo-folk o els banduristes "reconstructius" com Zinoviy Shtokalko, Hryhoriy Kytasty, Julian Kytasty, Victor Mishalow i altres, han tingut un paper important en la definició de l'ètnia ucraïnesa al Nou Món, alhora que fusionen material musical tradicional amb noves possibilitats que ofereixen els instruments contemporanis.

### Música tradicional de minories ètniques no ucraïneses a Ucraïna
De les músiques tradicionals de les minories ètniques no ucraïneses que viuen a Ucraïna, possiblement la més rica i desenvolupada és la de la música jueva (incloent-hi Klezmer, Hazan, cançons populars en llengua yiddish i música de teatre yiddish) que pot traçar la major part dels seus orígens als jueus de la demarcació jueva i al sud-oest d'Ucraïna. S'estima que un terç de la població jueva total d'Europa vivia en territori ètnic ucraïnès a principis del segle xix. Per tant, diversos folkloristes jueus de l'Imperi Soviètic i rus van recopilar i documentar la música jueva principalment a Ucraïna, com S. Ansky, Susman Kiselgof, Moisei Beregovsky, Iuli Dmítrievitx Énguel i Sofia Magid. Moltes d'aquestes obres es troben conservades a la Biblioteca Nacional Vernadsky d'Ucraïna.
La música russa també ha tingut una base sòlida per al desenvolupament a Ucraïna. Molts dels primers intèrprets d'instruments populars russos provenien d'Ucraïna i aquests intèrprets sovint inclouen melodies ucraïneses al seu repertori. La domra russa de 4 cordes es continua utilitzant i ensenyant a Ucraïna malgrat que ha estat substituïda per la domra de 3 cordes a Rússia pròpiament dita.

### Versions ucraïneses i música prestada
- Polonesa
- Els turons de Manxúria (ucraïnès: На сопках Манчжурiї – Ми пам'ятаєм)

### Cançons populars ucraïneses
- "Ikhav Kozak za Dunaj"
- " Pidmanula Pidvela"
- "Nich Yaka Misyachna"
- "Shchedryk" - originalment un antic cant popular organitzat per Mykola Leontovych
- Zaporozhets za Dunayem - òpera còmica basada en la cançó popular
- " Oi ne khody, Hrytsiu" – de l'artista popular Marusia Churai
- " Rospryagayte Chloptzi Koney" - originalment cançó popular ucraïnesa

## Música clàssica

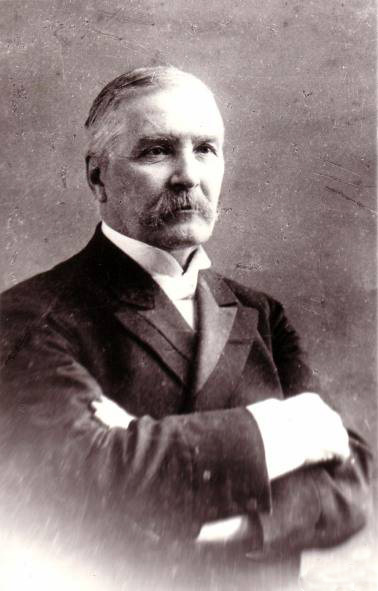
Mikola Lysenko

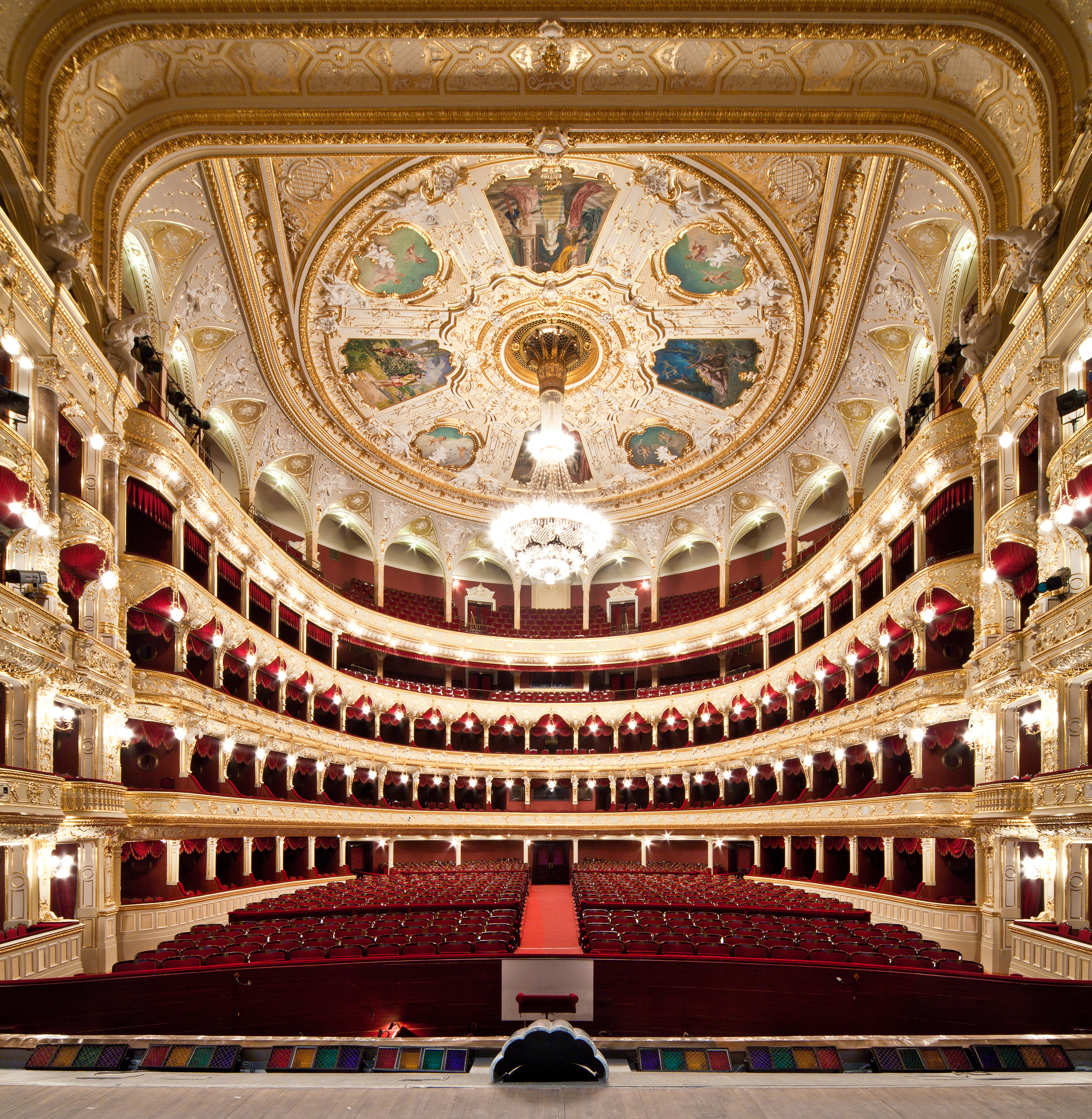
Òpera d'Odessa

La música clàssica ucraïnesa es pot dividir en subcategories ètniques:
- Compositors i intèrprets d'ètnia ucraïnesa que viuen a Ucraïna.
- Compositors i intèrprets d'ètnia no ucraïnesa que van néixer o en algun moment van ser ciutadans o van ser actius a Ucraïna.
- Compositors i intèrprets d'ètnia ucraïnesa que viuen fora d'Ucraïna dins de la diàspora ucraïnesa.

La música dels grups anteriors difereix considerablement, igual que el públic al qual es dirigeixen.
La primera categoria està estretament lligada a l'escola nacional de música d'Ucraïna encapçalada per Mykola Líssenko. Inclou compositors com Kirilo Stetsenko, Mykola Leontovych, Levko Revutsky i Sydir Vorobkevych. La major part de la seva música conté figures populars ucraïneses i es basa en textos ucraïnesos.
La segona categoria és d'especial importància i té una gran visibilitat internacional a causa del gran percentatge de minories ètniques a la ciutat d'Ucraïna. Aquesta categoria inclou compositors com Franz Xaver Wolfgang Mozart, Isaak Dunayevsky, Rheinhold Glière, Yuliy Meitus i Serguei Prokófiev i intèrprets com Vladimir Horowitz, David Oistrakh, Sviatoslav Richter i Isaac Stern. La música d'aquests compositors rarament conté motius populars ucraïnesos i s'escriu més sovint amb textos de poetes russos o polonesos.
A la tercera categoria hi ha una sèrie d'individus destacats que sovint no han format part de la cultura ucraïnesa tradicional, però que han tingut un impacte significatiu en la música a Ucraïna mentre vivien fora de les seves fronteres. Aquests inclouen individus històrics com Dmitri Bortnianski, Berezovski, Vedel, Tuptalo i Titov. També inclou compositors soviètics com Nikolai Róslavets i Issaak Dunaievski que van néixer a Ucraïna però que es van traslladar a altres centres culturals dins de la Unió Soviètica. A Amèrica del Nord aquests inclouen Mikola Fomenko, Yuriy Oliynyk, Zinoviy Lawrishin i Wasil Sidorenko .

### Música barroca i clàssica
Durant el període barroc, la música era una disciplina important per a aquells que havien rebut una educació superior a Ucraïna. Va tenir una rellevància considerable en el currículum de l'Acadèmia de Kíev-Mohyla. Gran part de la noblesa era educada en la música i molts líders cosacs ucraïnesos com Mazepa, Paliy, Holovatyj, Sirko, eren intèrprets de kobza, bandura o torban.
Al llarg del segle xviii a l'Imperi Rus, els músics de la cort normalment es formaven a l'acadèmia de música de Hlukhiv i gran part venien d'Ucraïna. Els intèrprets destacats de l'època inclouen Tymofiy Bilohradski, que més tard va estudiar llaüt amb Silvius Leopold Weiss a Dresden; la seva filla Yelyzaveta Bilohradska, que va ser una famosa soprano operística; i Oleksiy Rozumovsky, un bandurista de la cort i el marit morganàtic de l'emperadriu Elisabet I de Rússia.
La primera acadèmia de música professional de l'Imperi Rus es va establir a Ucraïna a Hlukhiv el 1738, l'Acadèmia de Música de Hlukhiv, on els estudiants ensenyaven a cantar i tocar el violí i la bandura a partir de manuscrits. Com a resultat, molts dels primers compositors i intèrprets de l'imperi rus eren ètnicament ucraïnesos, havent nascut o havent estat educats a Hlukhiv o haver estat estretament associat amb aquesta escola de música. Vegeu: Dmitri Bortnianski, Maksim Berezovski, Artemiy Vedel.

### Escola romàntica i nacionalista
En la història de la música el segle xix està determinat per l'existència a l'àmbit mundial de moltes escoles nacionals, que s'associa amb el creixement de la consciència nacional dels pobles europeus sota el domini dels imperis. Seguint el polonès i el rus, l'escola nacional de compositors ucraïnesos apareix a finals del segle xix.
Seguint als escriptors i poetes ucraïnesos, els músics professionals del segle xix van dedicar els seus dolors a temes populars i van començar a oferir cançons populars interpretades per aficionats talentosos acompanyats d'instruments populars. Les activitats d'aficionats i l'obertura dels primers teatres professionals (Kíev l'any 1803, Odessa l'any 1810), que van presentar obres sobre temes nacionals, van tenir un paper important en la formació de l'òpera ucraïnesa, la primera de les quals és "Zaporozhets al Danubi" de Gulak-Artemovski (1863).
El paper clau en el desenvolupament de la música professional nacional va ser Mikola Líssenko, que va crear mostres clàssiques d'obres en diversos gèneres (amb 9 òperes, música per a piano i instruments, música coral i vocal, sobretot amb lletres de poetes ucraïnesos, inclòs Taras Xevtxenko). Es va convertir en l'organitzador de l'escola de música de Kíev (1904; des de 1918 - Lysenko State Music and Drama Institute).
Els principis creatius de Mikola Líssenko van ser continuats per Mikola Leontovich, Kirilo Stetsenko, Yakiv Stepovyi, Stanislav Liudkevich i altres.

### Cultura musical a l'estat d'Ucraïna (1918)
En el període de la Guerra d'Independència d'Ucraïna es van crear nombrosos grups artístics. El Govern de l'Estat d'Ucraïna va prendre una posició coherent en l'àmbit del desenvolupament cultural, inclosa la música, com demostra la Resolució del Consell de Ministres sobre la mobilització de les forces literàries, científiques, artístiques i tècniques d'Ucraïna. En particular, pel decret de Pavel Skoropadsky el 1918, es van establir l'Orquestra Simfònica Nacional d'Ucraïna, la Capella Nacional d'Ucraïna, el Primer i el Segon Cors Nacionals. L'òpera de Kíev va rebre el nom de Teatre d'Òpera i Drama d'Ucraïna, i un nombre important d'òperes de fama mundial s'han traduït a l'ucraïnès. També l'any 1918 es va fundar el Cor Kobzar, que més tard tornaria a ser la Capella Nacional de Bandura.

### Escola romàntica soviètica
- Vegeu també: Música de la Unió Soviètica

L'arribada de les autoritats soviètiques a Ucraïna va estar marcada per una sèrie d'esdeveniments tràgics. El 1921, Mikola Leontovich va ser assassinat per un agent de la Txekà, i el 1928 es va prohibir la societat en la seva memòria. L'art ucraïnès va patir les pitjors pèrdues a la dècada de 1930, durant la qual les autoritats soviètiques van exterminar diversos centenars de bandures, kobzars i llaüts i, el 1938, el músic i etnògraf Hnat Khotkevich va ser afusellat entre altres artistes del "renaixement del tir".
Al mateix temps, les autoritats soviètiques van obrir diverses institucions musicals a diverses ciutats d'Ucraïna. En particular, es tracta de teatres d'òpera i ballet a Kharkiv (1925), Poltava (1928), Vinnitsia (1929), Dnipropetrovsk (1931), Donetsk (1941), es van organitzar grups corals i simfònics. Segons la Resolució del Comitè Central del Partit Comunista "sobre la reestructuració de les organitzacions literàries i artístiques" l'any 1932, la Unió de Músics Soviètics d'Ucraïna (més tard - "Unió de Compositors") va ser organitzada i encarregada de les funcions ideològiques. control sobre composicions de compositors ucraïnesos.
Entre els compositors ucraïnesos del període soviètic hi havia: Rheinhold Glière, Boris Liatoshinski, Lev Revutskyi, Mikola Vilinski, Anatolii Kos-Anatolski, Andrii Shtoharenko, Mikola Dremliuha, Vitali Kireiko.

### Escola modernista soviètica
La dècada de 1960 està marcada per l'avenç de l'escola de composició ucraïnesa a l'escenari mundial, el domini de les últimes tendències de la cultura musical europea. A Kíev s'està formant un grup d'artistes d'avantguarda que inclou compositors com Valentín Silvèstrov, Leonid Grabovsky, Vitalii Godziatski i Volodimir Guba. La figura central d'aquest grup era el director d'orquestra Igor Blazhkov. Com a resultat de les diferències amb les tendències retrògrades dels cercles musicals oficials de l'URSS, els membres de l'"avantguarda de Kíev" van ser sotmesos a diversos tipus d'opressió.
A les dècades de 1970 i 1980 es van fer famosos compositors que van expandir l'estil romàntic tardà tradicional per a la música ucraïnesa a través de les últimes tècniques del modernisme europeu: Miroslav Skorik, Yevhen Stankovich, Ivan Karabits, Lev Kolodub i altres. Entre els compositors de la diàspora ucraïnesa - Virko Baley.

### Període d'independència
Després de la independència d'Ucraïna es van eliminar les barreres ideològiques i els compositors van tenir l'oportunitat d'experimentar amb diferents estils i gèneres. Es van establir festivals de música d'avantguarda com ara Kyiv Music Fest, Kontrasty, Two Days i Two Nights of New Music. Entre els compositors de nova generació trobem: Oleksandr Kozarenko, Volodimir Runchak, Hanna Havrilets. A la dècada de 2000 va començar a desenvolupar-se la música electrònica experimental a Ucraïna, el líder d'aquesta tendència és Alla Zahaikevych.
També hi ha músics difícils de classificar, com ara:
- Mariana Sadovska - cantant i compositora d'avantguarda i folk
- Roman Turovsky - llautista-compositor historicista
- Dakha Brakha
- Filles de Dakh

### Renaixement de la música antiga
També hi ha músics a Ucraïna (Kostintin Chechenia, Vadim Borisenko) i a la diàspora (Volodimir Smishkevich, Julian Kitasti, Roman Turovski) que han anat conservant la música ucraïnesa de l'època medieval, renaixentista i barroca.

## Música pop
La música pop a Ucraïna té influència occidental en les seves formes diverses que ha anat creixent en popularitat a Ucraïna des dels anys 60. La dècada de 1970 va veure l'aparició d'una sèrie de grups de folk rock com Kobza. Les principals contribucions van ser del compositor Volodimir Ivasiuk, Oleksandr Bilash. Després que V. Ivasiuk fos assassinat el 1978, l'evolució de la música pop ucraïnesa gairebé es va aturar. Fins i tot grups de folk-rock establerts com Kobza van començar a cantar en rus.
El renaixement de la música pop ucraïnesa va sorgir a la dècada de 1990 després que Ucraïna aconseguís la independència. El Festival Chervona Ruta va tenir un paper important en la popularització i l'evolució de la cançó ucraïnesa moderna. L'any 2004 Ruslana va ser la primera cantant ucraïnesa que va guanyar el Festival de la Cançoó d'Eurovisió 2004.

## Músics i compositors ucraïnesos
- Mikola Líssenko. 1842–1912. Compositor, pianista i mecenes. És considerat el pare de la música clàssica ucraïnesa.
- Semen Hulak Artemovski. 1813–1873. Compositor de l'òpera "Zaporozhetz za Dunayem" (Cosacs més enllà del Danubi).
- Mikola Leontóvitx. 1877–1921. Compositor. Més conegut arreu del món pel seu arranjament de Shchedryk, que es va fer conegut a Amèrica del Nord com "Carol of the Bells".
- Levko Revutski. 1889–1977. Compositor, professor i activista. Conegut per introduir motius musicals ucraïnesos combinats amb l'estil de composició occidental.
- Dmitri Bortnianski  Arxivat 2003-02-19 a Wayback Machine.. 1751–1825. Compositor litúrgic ucraïnès. Va néixer a Hlukhiv, Ucraïna.
- Reinhold Glière. 1875–1956. Compositor. Nascut a Kíev.
- Mikola Vilinskyi. 1888–1956. Compositor clàssic ucraïnès i professor d'ensenyament.
- Oleksandr Bilash. Compositor ucraïnès de cançons clàssiques i populars. La seva cançó més coneguda és "Dva Kolery" (Two Colors).
- Miroslav Skorik. Compositor clàssic ucraïnès.
- Volodimir Ivasiuk. 1949–1979. Compositor de cançons populars ucraïneses. La seva cançó més coneguda és "Chervona Ruta".
- Valentín Silvèstrov, compositor ucraïnès modern de "música minimalista". El seu treball més conegut és "Quiet songs" per a baríton.
- Julia Gomelskaia 1964– Compositora contemporània ucraïnesa de música simfònica, de cambra, cor i vocal.
- Venya Drkin. 1970–1999. Compositor, bard, poeta, artista i escriptor ucraïnès de contes de fades.
- Svitlana Azarova 1976: compositora ucraïnesa de música clàssica contemporània.
- Aleksandr Shymko.
- Roman Miroshnichenko 1977: guitarrista, compositor i productor de jazz-fusió. Guanyador dels Premis de la Música Independent.
- Sons of Day: grup de rock alternatiu ucraïnès que viu als Estats Units i que canta gairebé exclusivament en anglès.
- Make Me Famous: banda de metalcore ucraïnesa per al segell Sumerian Records. Totes les lletres de la banda estan escrites únicament en anglès.

## Obres de compositors no ucraïnesos amb material popular ucraïnès
- Karol Szymanowski, compositor polonès, nascut a Ucraïna.
- Stepan Rak, n. 1945, prolífic compositor i guitarrista txec. "... identifica el poble de Chust a Ucraïna com el lloc on els soldats soviètics van trobar el nadó nounat, que després va ser batejat com a Stepan Rak, en una casa destrossada per una bomba".
- Béla Bartók: Rapsodia no 2. per a violí.
- Ludwig van Beethoven: Quartets Razumovsky, Opus 59 No. 1-3, Air de la Petite Russe.
- Luigi Boccherini
- Johannes Brahms
- Dargomyzhsky: Kozachok.
- Antonín Dvořák: Trios Dumky.
- Alexander Glazunov: Hopak.
- Reinhold Gliere: Ballet "Taras Bulba" basat en la novel·la de Gogol.
- Mikhail Glinka: romanços "No piuleu el rossinyol" ("Не щебечи соловейку") i "El vent bufa fort al camp" (" Гуде вітер вельми в полі полі "), ambdues de V.lybilarics.
- Joseph Haydn: Quartet de corda núm. 20. opus 9 núm. 2.
- Johann Nepomuk Hummel: Trio op. 78 en la major.
- Dmitri Kabalevsky: Concert per a violí.
- Hans Kockelmans
- Vanessa Lann : dos esbossos populars ucraïnesos per a clarinet en si bemoll i piano.
- Franz Liszt - Mazeppa Poema simfònic núm. 6, Ballade d'Ukraine.
- Miaskovsky
- Stanisław Moniuszko
- Franz Xaver Mozart
- Modest Mussorgsky: òpera La fira de Sorotcincy.
- Walter Piston: suite ucraïnesa per a orquestra.
- Quincy Porter: suite ucraïnesa per a cordes.
- Sergei Prokofieff: òpera "Semjon Kotko".
- Sergei Rachmaninoff: concert per a piano núm. 3, basat en el cant de l'església ortodoxa de Kíev.
- Nikolai Rimski-Korsakov
- Andrei Sychra
- Piotr Txaikovski: la seva Simfonia núm. 2 en do menor és sobrenomenada "Petit rus" (en rus: Малороссийская, Malorossiyskaya) a causa del seu ús de temes populars ucraïnesos. Va escriure una òpera "Mazepa" basada en el poema de Puixkin. Concert per a piano núm. 1 (final basat en la cançó popular ucraïnesa "Go, go, Iwan").
- Carl Maria von Weber – Variació per a piano op. 40.

## Intèrprets i compositors ucraïnesos
- Virko Baley. Compositor. Director de la Simfònica de Las Vegas.
- Dmitri Tiomkin. 1899–1979. Va néixer a Poltava, Ucraïna. Compositor de cinema nord-americà (Premi de l'Academia per la partitura de la pel·lícula High Noon, també millor cançó d'aquesta pel·lícula "Do Not Forsake Me, Oh My Darling"). En el seu honor es va emetre un segell postal dels Estats Units.
- Gary Kulesha, compositor ucraïnès-canadenc.
- Víctor Mishalow
- Alexis Kochan
- Julian Kytasty
- Romà Turovski
- Darka i Slavko
- Dakha Brakha

## Literatura
- Alexis Kochan and Julian Kytasty. "The Bandura Played On". 2000. In Broughton, Simon and Ellingham, Mark with McConnachie, James and Duane, Orla (Ed.), World Music, Vol. 1: Africa, Europe and the Middle East, pp 308–312. Rough Guides Ltd, Penguin Books. ISBN 1-85828-636-0
- Victor Mizynec, Folk Instruments of Ukraine. 1987. Bayda Books, Doncaster, Australia. ISBN 0-908480-19-9 ISBN 0-908480-19-9